# H. M. Harwood
Pour l’article homonyme, voir Harwood.
Harold Marsh Harwood est un scénariste et auteur de pièces de théâtre britannique né le 29 mars 1874 à Eccles et mort le 20 avril 1959 à Londres.

## Filmographie sélective
- 1932 : After the Ball de Milton Rosmer
- 1933 : La Reine Christine (Queen Christina) de Rouben Mamoulian
- 1933 : Looking Forward de Clarence Brown
- 1934 : The Iron Duke de Victor Saville

## Pièces de théâtre (sélection)
- A Grain of Mustard Seed
- The Pelican
- Cynara
- The Man In Possession